# Musculus pubococcygeus

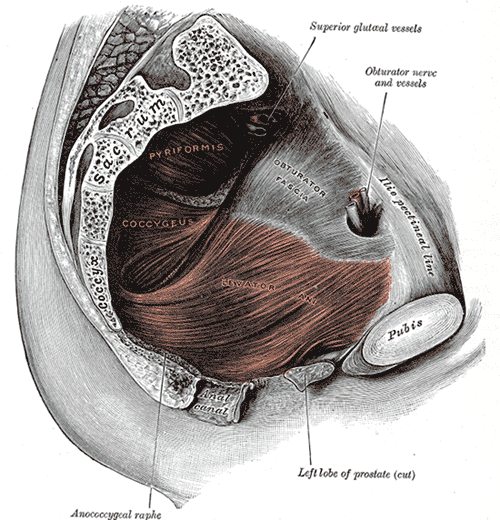
A medence izmai

A musculus pubococcygeus egy izom az ember testében. A musculus levator ani része.

## Eredés, tapadás
- Eredés: Az os pubis belső felszínén a symphisis pubicához közel, és a spina ischiadican.
- Tapadás: Centrum perinei, férfiben a fascia prostatica, nőben a vagina fala, és a farkcsont (os coccygis)

## Funkció
Támogatja a m. sphincter ani externust a végbél zárásában, medialis szabad széle alkotja a hiatus urogenitalist, amin keresztül halad mindkét nemben az urethra, míg nőben a vagina is. 

## Beidegzés, vérellátás
A nervus sacralis S3-S4 ága idegzi be. Az arteria pudenda interna látja el vérrel.

## Külső hivatkozások
- Kép, leírás
- Primal 3D Interactive Pelvis & Perineum